# Evangelische Pfarrkirche (Dossenbach)

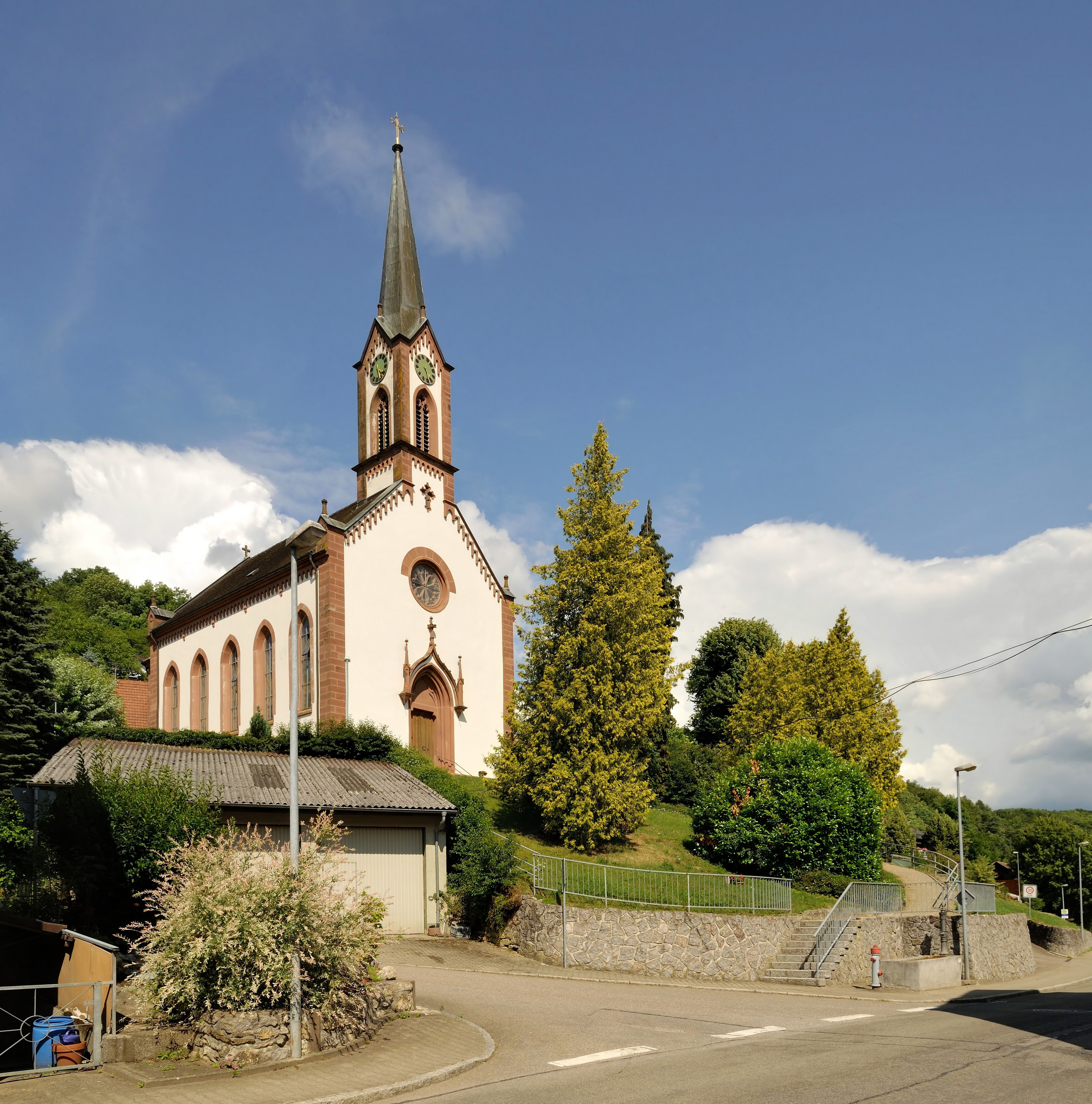
Evangelische Kirche Dossenbach

Die Evangelische Kirche Dossenbach, auch Pelagiuskirche genannt, im gleichnamigen Teilort in der Gemeinde Schwörstadt im Landkreis Lörrach ist ein neugotischer Bau aus den 1850er Jahren. Die Vorgängerkirche wurde durch einen Brand zerstört. Die erste urkundliche Erwähnung eines Gotteshauses im Ort datiert auf die zweite Hälfte des 14. Jahrhunderts.

## Geschichte

### Vorgeschichte
Ungesicherten Vermutungen zufolge könnten die Franken in Dossenbach bereits im 6. oder 7. Jahrhundert eine Eigenkirche errichtet haben. Eine Verehrung des Heiligen Pelagius, dem diese Kirche später geweiht war, wurde bereits im 10. Jahrhundert von der Diözese Konstanz gefördert. Die erste schriftlich gesicherte Erwähnung eines Geistlichen („G. de Tossinbah plebanus“) war erst 1247. Die Kirche („ecclesia Tossenbach“) wurde zwischen 1360 und 1370 zum ersten Mal erwähnt. Über die Ausmaße und Architektur dieser Kirche ist nichts überliefert. Dossenbach trat erst mit Einführung der Reformation im Markgräflerland 1556 zum evangelischen Glauben über und verlor bereits zwei Jahre später seine Selbständigkeit, als das Gotteshaus 1558 zur Filialkirche Maulburgs erklärt wurde.

### Umgestaltung und Instandsetzung
Infolge des Dreißigjährigen Kriegs verursachte Schäden wurden in der zweiten Hälfte des 17. Jahrhunderts mehrfach behoben. Bekannt ist, dass die Kirche einen achteckigen, sehr spitz zulaufenden Dachreiter aus Holz hatte. Während ihr Zustand zu Beginn des 18. Jahrhunderts noch gut gewesen sein muss, verschlechterte er sich im Laufe der folgenden Jahrzehnte zusehends. Für die notwendigen Instandsetzungsarbeiten nahm man 1761 Grund- und Aufriss, so dass das Äußere der Kirche bekannt ist. Chor und Langhaus waren demnach in einem rechteckigen Bau mit Satteldach zusammengefasst. Über dem Chor war der Dachreiter angebracht. Die im Jahr 1762 beendeten Restaurierungsarbeiten müssen nicht zufriedenstellend verlaufen sein, so dass man 1765 erneut nachbessern musste und dabei den Kirchturm auch leicht erhöhte. Trotzdem wurden 1767 Forderungen nach einer Vergrößerung des Bauwerks laut. Erst 1807 wurde die Kirche nach Plänen des Baumeisters Wilhelm Frommel grundlegend umgestaltet. Diese Kirche fiel jedoch bereits am 16. Juni 1856 einem Brand zum Opfer.

### Heutiger Neubau
Ein Jahr nach dem Brand erwog man bereits den Neubau der Kirche, und 1853 wurde Dossenbach wieder zur selbständigen Pfarrei erhoben. Die neue Kirche wurde in den Jahren 1855 bis 1857 im neugotischen Stil wieder errichtet; seine Weihe erfolgte am 25. Mai 1857.
Ein neuer Altar wurde 1950 aufgestellt. Während 1954 nur Fenster und Innenanstrich erneuert wurden, kam es in den Jahren 1976 bis 1978 zu einer grundlegenden Renovierung der Kirche, bei man neben einer neuen Sakristei das Dach des Glockenturms durch ein Kupferdach ersetzte.

## Beschreibung

### Kirchenbau
Die Dossenbacher Kirche steht auf einer erhöhten Hanglage an der Durchfahrtsstraße des Ortes und wird von einem Friedhof umgeben. Das rechteckige Langhaus hat an seinen Längsseiten je fünf spitzbogige, lange Fenster. Der polygonale Chor ist über ein niedrigeres Walmdach abgeschlossen. An der Südwestseite befindet sich das Hauptportal, darüber eine Fensterrose. Aus dem Dachgiebel erhebt sich der Glockenturm, aus dem sich an jeder Seite kleine Giebeldreiecke erheben. Das Dach bildet eine schlanke Pyramide, die von einer Turmkugel und einem Kreuz bekrönt wird.

### Innenraum und Ausstattung
Das hohe Langhaus ist mit einer flachen Holzdecke eingedeckt. Die Saalkirche ist mit Einzelsitzen ausgestattet. Ringsherum führte eine Empore U-förmig entlang der Langhauswände. Zur Südwestfassade ist die Orgel aufgestellt. Langhaus und Chor werden von einem Triumphbogen getrennt. Links am Bogen steht ein Kanzelpult aus Holz, mittig im Chor ist der schlichte Holzaltartisch aufgestellt.

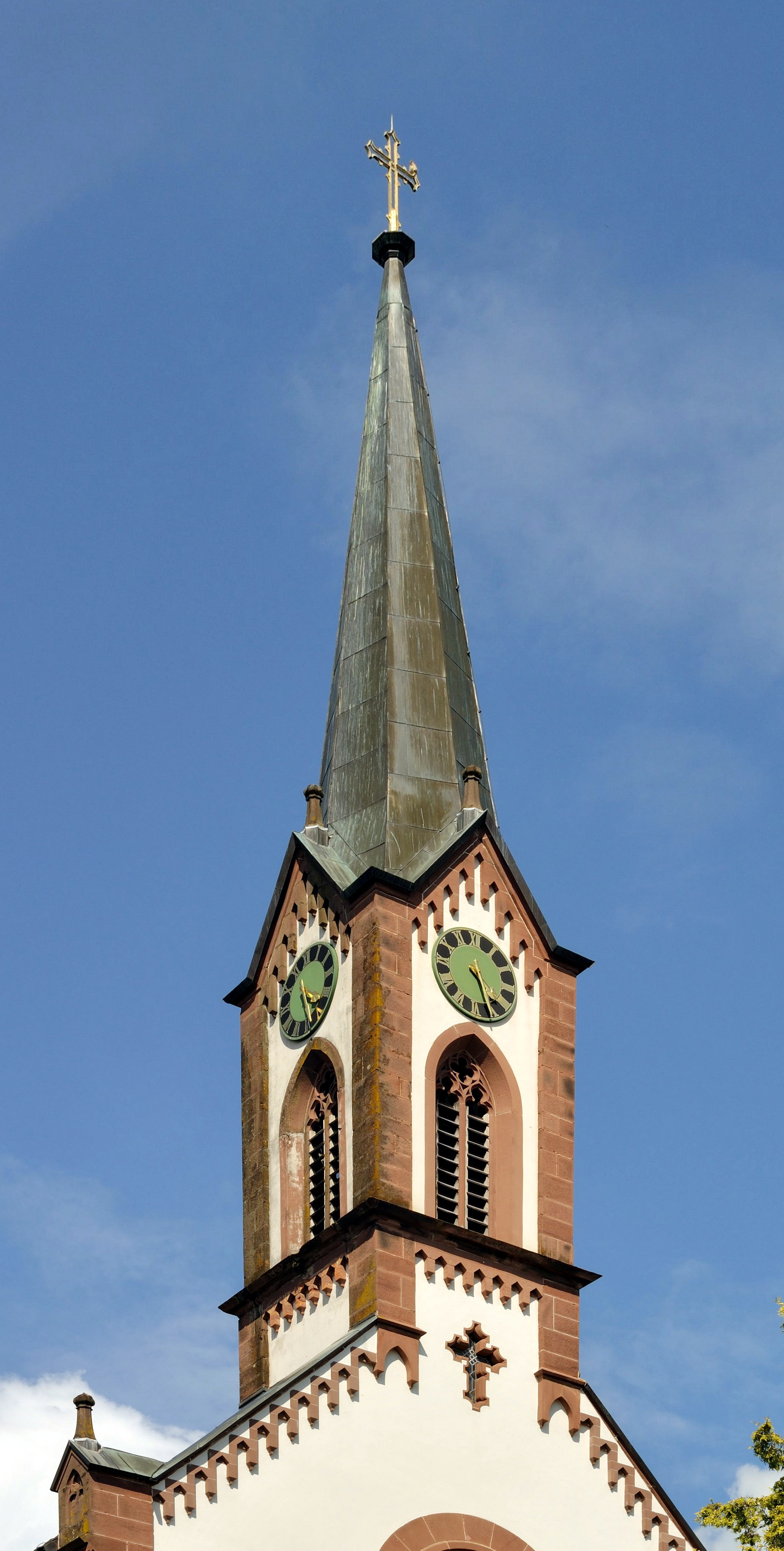
Glockenturm

### Glocken
Das dreistimmige Bronzegeläut der Dossenbacher Pelagiuskirche setzt sich wie folgt zusammen:
| Name     | Schlagton | Gussjahr | Gießerei           |
| -------- | --------- | -------- | ------------------ |
| Hoffnung | b′        | 1950     | Bachert, Karlsruhe |
| Glaube   | des′′     | 1950     | Bachert, Karlsruhe |
| Liebe    | es′′      | 1950     | Bachert, Karlsruhe |

### Orgel
Die Orgel der Dossenbacher Kirche wurde 1862 durch den Freiburger Orgelbauer Fridolin Merklin erbaut. Das denkmalgeschützte Instrument, das auf einer Empore über dem Haupteingang steht, arbeitet mit mechanischer Schleiflade und mechanischer Traktur. Es besitzt ein Manual, ein Pedal und zehn Register und wurde 1960 durch die Orgelwerkstatt Peter Vier instand gesetzt.
Die Disposition:
| Manual C–f3 |    |
| Principal   | 8′ |
| Bourdon     | 8′ |
| Salicional  | 8′ |
| Wienerflöte | 8' |
| Principal   | 4′ |
| Rohrflöte   | 4′ |
| Octav       | 2′ |
| Mixtur III  | 2′ |

| Pedal C–d1  |     |
| Subbas      | 16′ |
| Violoncello | 8′  |

- Koppeln: Coppelzug I/P